# Euparatettix histricus
Euparatettix histricus är en insektsart som först beskrevs av Carl Stål 1861.  Euparatettix histricus ingår i släktet Euparatettix och familjen torngräshoppor. Inga underarter finns listade i Catalogue of Life.